# Elezioni parlamentari in Ungheria del 1958
Le elezioni parlamentari della Repubblica Popolare d'Ungheria del 1958 si sono tenute il 16 novembre.
Il Partito Socialista Operaio Ungherese era l'unico partito presente ed ha ottenuto 276 seggi su 338; gli altri 62 seggi sono andati a candidati indipendenti scelti dal partito.

## Risultati
| Partito                              | Voti      | %    | Seggi |
| ------------------------------------ | --------- | ---- | ----- |
| Partito Socialista Operaio Ungherese | 6.431.832 | 99,6 | 276   |
| Indipendenti                         | 6.431.832 | 99,6 | 62    |
| Contrari                             | 28.651    | 0,4  | 0     |
| Nulle                                | 33.197    | –    | –     |
| Totale                               | 6.493.680 | 100  | 338   |
| Fonte: Nohlen & Stöver               |           |      |       |